# Rubén Viñuales
Rubén Viñuales Elías, né le 26 juin 1983 à Tarragone, est un homme politique espagnol, membre du Parti des socialistes de Catalogne (PSC). Il est maire de Tarragone depuis le 17 juin 2023.
Avocat formé en droit à l'université Rovira i Virgili, il adhère en 2012 au parti Ciutadans, se présentant comme social-démocrate. En 2015 puis 2019, il est tête de liste aux élections municipales à Tarragone et remporte systématiquement 4 élus sur 27 au conseil municipal.
Il annonce quitter son parti fin 2020, pour se présenter aux élections au Parlement de Catalogne de 2021 sous les couleurs du Parti socialiste. À la suite de ce scrutin, il intègre le « gouvernement alternatif » mis en place par Salvador Illa.
Il adhère en 2022 au PSC, qui l'investit ensuite tête de liste aux élections municipales de 2023 à Tarragone. Lors du scrutin, il remporte la majorité relative avec 9 conseillers municipaux. En l'absence de majorité alternative, il est proclamé maire en sa qualité de tête de la liste arrivé en tête.

## Vie privée
Rubén Viñuales Elías naît le 26 juin 1983 à Tarragone. Il grandit à Campclar, quartier le plus pauvre de la ville.
Sa mère est coiffeuse et son père est serveur. Il est marié et père de deux filles, nées en 2015 et 2019.

## Formation et vie professionnelle
Rubén Viñuales accomplit son cursus supérieur à l'université Rovira i Virgili. Il y étudie le droit, se spécialisant en droit pénal et droit des étrangers. À l'âge de 26 ans, il est recruté par son ancienne université pour y donner des cours. Il devient avocat un an plus tard et ouvre un cabinet avec Oriol Vázquez, militant de la Convergence démocratique de Catalogne (Convergència).

## Engagement politique

### Débuts et ascension avec Ciutadans
En 2012, Rubén Viñuales, qui se présente comme « social-démocrate et progressiste », adhère à Ciutadans, expliquant que ce parti fait explicitement référence à la social-démocratie dans ses statuts. Il affirme qu'au sein du parti, il était surnommé « le rouge ».
Pour les élections municipales du 24 mai 2015, il est désigné tête de liste de Ciutadans à Tarragone. Au cours du scrutin, Ciutadans entre au conseil municipal et se classe directement à la deuxième place des forces politiques avec 4 élus sur 27, derrière le Parti socialiste (PSC) du maire sortant, Josep Fèlix Ballesteros (es).
Il est à nouveau chef de file de Ciutadans à Tarragone à l'occasion des élections municipales du 26 mai 2019. Il conserve alors ses quatre édiles, mais rétrograde à la troisième place des forces politiques, derrière le Parti socialiste et la Gauche républicaine de Catalogne (ERC) de Pau Ricomà (es).

### Changement de parti et député
À la fin d'une réunion en visioconférence du conseil municipal de Tarragone, le 29 décembre 2020, Rubén Viñuales rend public un courrier adressé aux militants de Ciutadans dans lequel il annonce quitter le parti et renoncer à son mandat d'élu. Quelques heures plus tard, le Parti des socialistes de Catalogne indique qu'il occupera la deuxième position sur sa liste dans la circonscription de Tarragone pour les élections autonomiques du 14 février 2021. Le 6 juin 2021, le chef de l'opposition et premier secrétaire du PSC, Salvador Illa, le désigne conseiller à la Justice dans son « gouvernement alternatif ».
Il annonce, le 13 mai 2022, sa volonté d'être tête de liste du Parti socialiste aux élections municipales du 28 mai 2023 à Tarragone. Il présente six jours plus tard 70 parrainages militants, étant le seul postulant à l'élection primaire. Sa candidature est ratifiée le lendemain par acclamation par l'assemblée générale de la section socialiste de Tarragone.

### Maire de Tarragone
Le jour du scrutin, Rubén Viñuales s'impose avec 27,55 % des voix et 9 conseillers municipaux sur 27, soit un de plus que Josep Fèlix Ballesteros quatre ans plus tôt, tandis que Pau Ricomà perd 2 élus et que la coalition sur laquelle il s'appuie ne dispose plus de la majorité absolue, une situation qui assure l'élection de Rubén Viñuales à la mairie de Tarragone,.
Il est élu maire lors de la séance d'installation du conseil municipal, le 17 juin. Chaque liste ayant voté pour son chef de file, il est proclamé maire de Tarragone en sa qualité de tête de la liste arrivée en tête. Le premier secrétaire du PSC, Salvador Illa, assiste à la séance. Il démissionne du Parlement de Catalogne le 4 juillet, comme il l'avait annoncé à la suite de son accession à la mairie. Il est remplacé par Georgina Ebri, porte-parole du groupe socialiste au conseil municipal de Roquetes.
Le 19 juillet suivant, dans le cadre d'un accord de coalition entre ERC et le PSC conclu un mois plus tôt, il devient premier vice-président de la députation provinciale, sous la présidence de Noemí Llauradó.
Il révèle le 1er octobre 2023 que la municipalité se trouve dans une situation financière délicate, parlant de « faillite » car il manque 14 millions € pour établir le budget 2024, alors même que le remboursement de la dette pèsera pour 19 millions €. Le journal Diari de Tarragona dévoile 48 heures plus tard que le maire envisage une hausse des impôts locaux, notamment de 20 % de la taxe foncière et de 30 % de la taxe d'aménagement. Le 26 octobre, le conseil municipal vote une hausse de 7,4 % de la taxe foncière, de 12 % de la taxe d'ordures ménagères, de 33 % de la taxe d'aménagement et de 20 % de la redevance d'occupation du domaine public, avec le soutien de Ensemble pour la Catalogne (Junts) et d'En Comú Podem (ECP). Il fait adopter le 29 novembre suivant son budget pour l'année 2024 avec le soutien d'ERC, de Junts et d'ECP, seuls le Parti populaire (PP) et Vox votant contre.
Le 15 novembre 2024, il obtient de nouveau l'approbation de sa proposition de budget, qui prévoit une hausse des dépenses de l'ordre de 4 % et 17 millions € de dépenses d’investissement. Il bénéficie du soutien de Junts, d'En Comú Podem et de l'abstention de deux non-inscrits élus sur la liste de Vox. La Gauche républicaine, le Parti populaire et Vox votent contre, dénonçant l'absence de baisse des impôts locaux.